# Инминбан
Инминбан (кор. 인민반, 人民班) — форма совместной местной организации в Северной Корее, подобная районному дозору. Ни один северокорейский человек не существует вне системы инминбан; каждый является ее членом.

## История
Сеть инминбан была создана к концу 1960-х годов. Каждая северокорейская женщина, не имеющая постоянной работы, обязана участвовать в мероприятиях инминбана, которые включают в себя:
- уборку общественных туалетов;
- уборку района;
- изготовление мелких предметов для дома;
- время от времени поездки в сельскую местность для выполнения сельскохозяйственных работ.

Это сделало женщин без работы почти такими же занятыми, как и те, у которых есть работа, и, как сообщалось, способствовало высокому участию женщин в рабочей силе Северной Кореи. В конце 1960-х работающие северокорейские женщины получали рацион в 700 граммов риса в день, при этом женщины, которые участвовали в инминбане вместо того, чтобы работать, получали всего 300 граммов. С 1990-х годов эффективность сети инминбан снизилась.
Типичный инминбан состоит из 25-50 семей и определяется жилой близостью. Например, инминбан может состоять из всех семей, делящих общую лестницу в большом многоквартирном доме. Каждый инминбан возглавляется официальным лицом, обычно женщиной среднего возраста, известной как инминбанджан (глава народного отряда). Обычно она получает небольшую стипендию от государства за свою работу, а также дополнительный продовольственный паек.
Система инминбана формально не является частью аппарата безопасности Северной Кореи, но поддерживается ею. Все члены инминбана несут ответственность за наблюдение друг за другом на предмет преступной деятельности или политического неповиновения. Инминбанджан регулярно встречается с партийными властями и сообщает им о проступках. Народный комитет местного окружного управления (洞 事務所 人民 委員會) наблюдает за ее работой и передает её директивы в Трудовую партию Кореи.
Некоторые ученые говорят, что в результате северокорейского экономического кризиса и последующего голода 1990-х годов, Северная Корея оказалась не в состоянии выплачивать компенсацию инминбанджан, что уменьшило их стимул помогать государству поддерживать социальный контроль. Говорят, что инминбанджан по-прежнему является важной опорой для аппарата безопасности Северной Кореи, но, возможно, менее мотивирован и усерден, чем раньше.
В дополнение к надзору, инминбан занимается управлением районом, например, убирая мусор и канализацию, что может быть дополнительным источником дохода.

## Внешние ссылки
- Фотографии досок объявлений инминбана в квартире, Yle (на финском)